# Pontiac Catalina
Pontiac Catalina – samochód osobowy klasy wyższej produkowany pod amerykańską marką Pontiac w latach 1950–1982.

## Pierwsza generacja

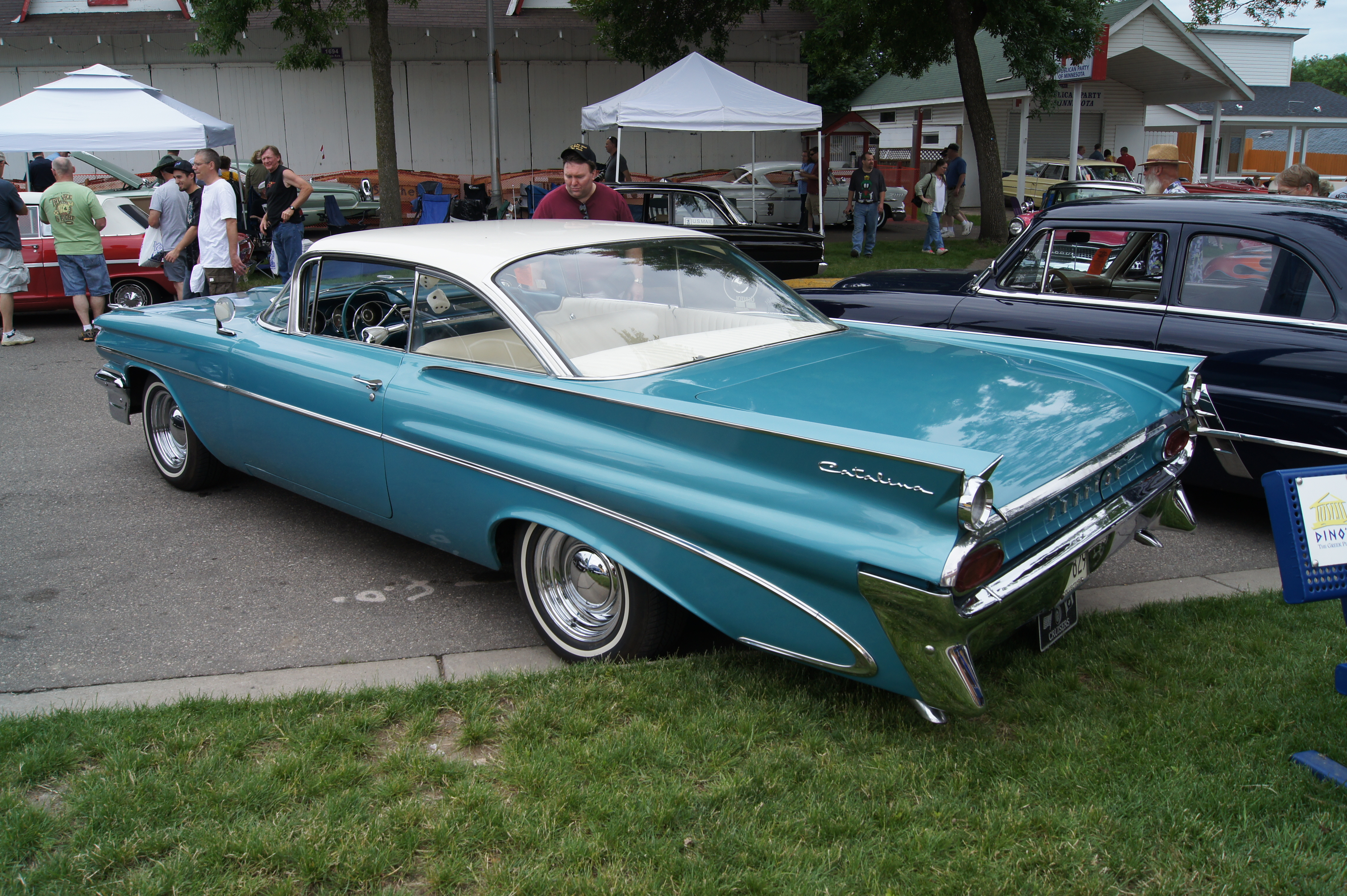
Pontiac Catalina I - tył

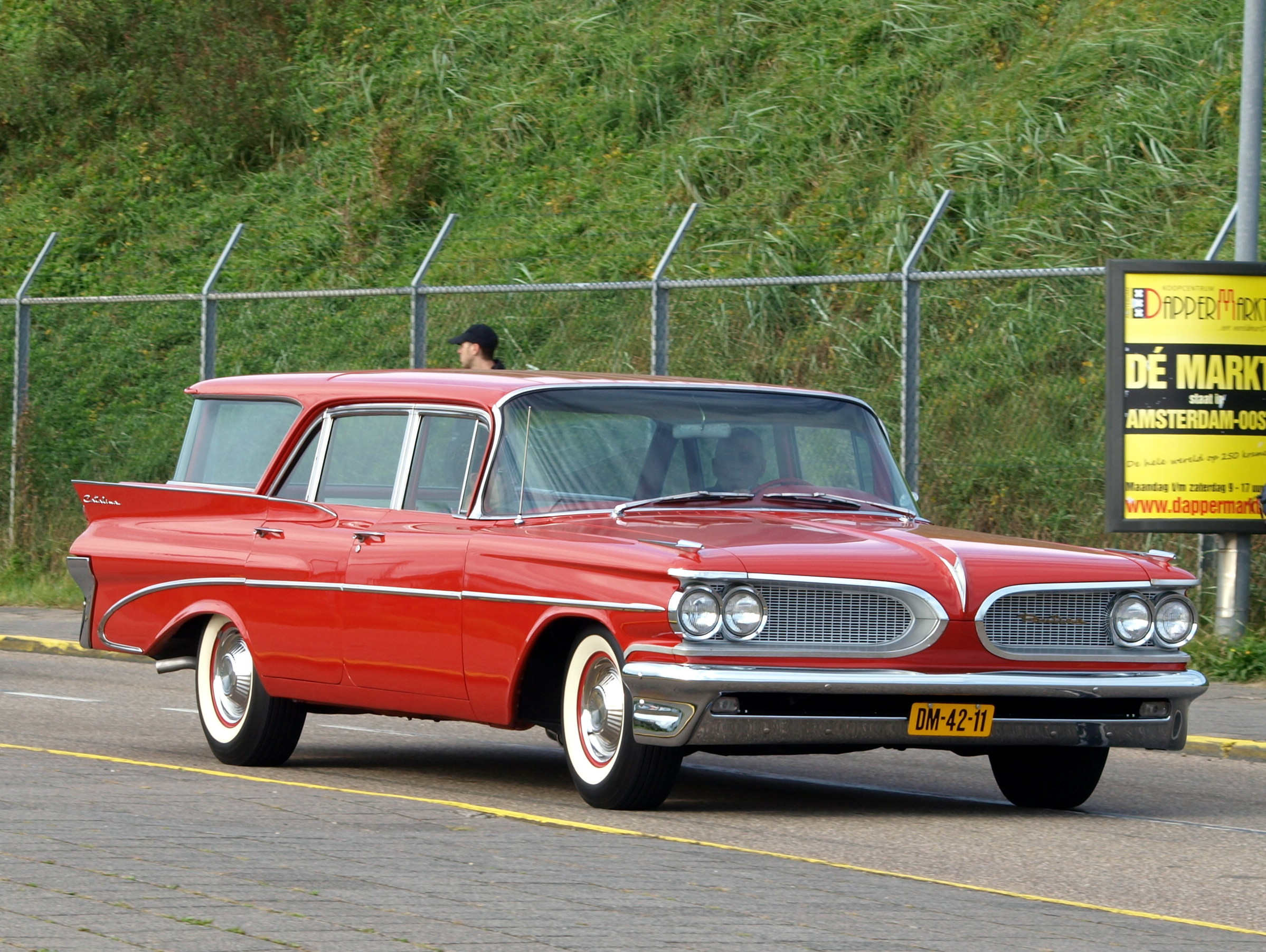
Pontiac Catalina I Kombi

Pontiac Catalina I został zaprezentowany po raz pierwszy w 1959 roku.
Pod koniec lat 50. XX wieku Pontiac przedstawił nową linię modelową Catalina, która w dotychczasowej ofercie zastąpiła model Chieftain. Podobnie jak poprzednik, samochód pełnił funkcję najtańszego z dużych modeli tworzących gamę producenta.
Pierwsza generacja Pontiaka Chieftain charakteryzowała się strzelistymi tylnymi nadkolami z ostrymi kantami, a także dużą, dwuczęściową atrapą chłodnicy o elipsoidalnym kształcie, pomiędzy którymi znalazło się charakterystyczne logo producenta.

### Silnik
- V8 6.4l

## Druga generacja

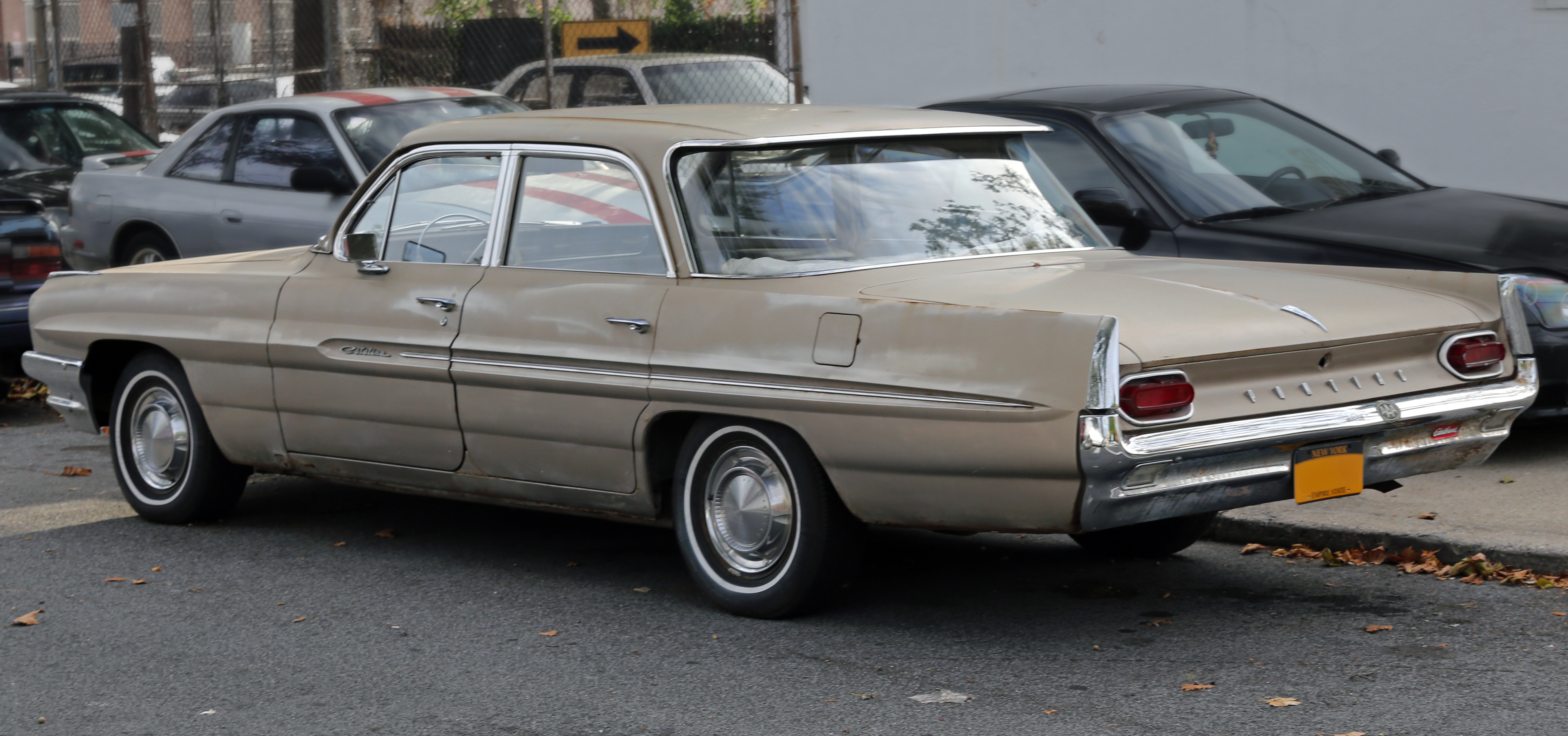
Pontiac Catalina II - tył

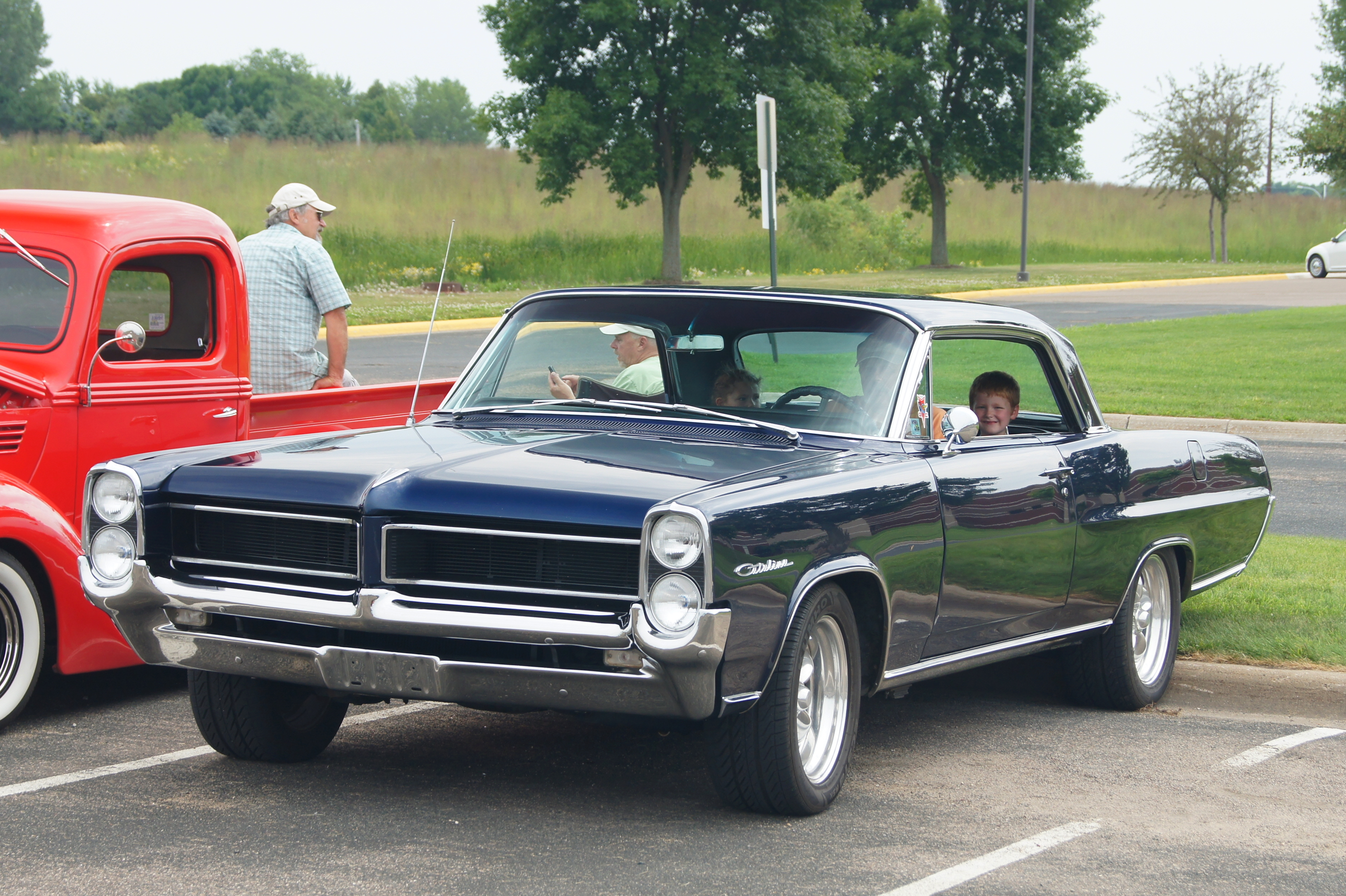
Pontiac Catalina II po liftingu

Pontiac Catalina II został zaprezentowany po raz pierwszy w 1961 roku.
Druga generacja Pontiaka Catalia przyniosła obszerne zmiany w sylwetce, która zyskała bardziej zwarte proporcje i łagodniej zarysowane kształty nadwozia. Podwójna atrapa chłodnicy zyskała bardziej kanciaste kształty, zachowując formułę podwójnych wlotów. Z kolei tylne kanty ostro zarysowanych błotników poprowadzono znacznie niżej niż w przypadku poprzednika.

### Restylizacje
Podczas trwającej 3 lata produkcji drugiej generacji modelu Catalina, samochód z każdym rokiem produkcji przeszedł obszerne modyfikacje w wyglądzie nadwozia. Największa modernizacja przypadła na 1963 rok, kiedy to zmienił się całkowicie wygląd pasa przedniego zgodnie z nowym kierunkiem stylistycznym Pontiaka. W ten sposób, z przodu pojawiły się pionowe, podwójne reflektory i szeroka, dwuczęściowa atrapa chłodnicy.

### Silniki
- V8 6.4l
- V8 6.9l

## Trzecia generacja

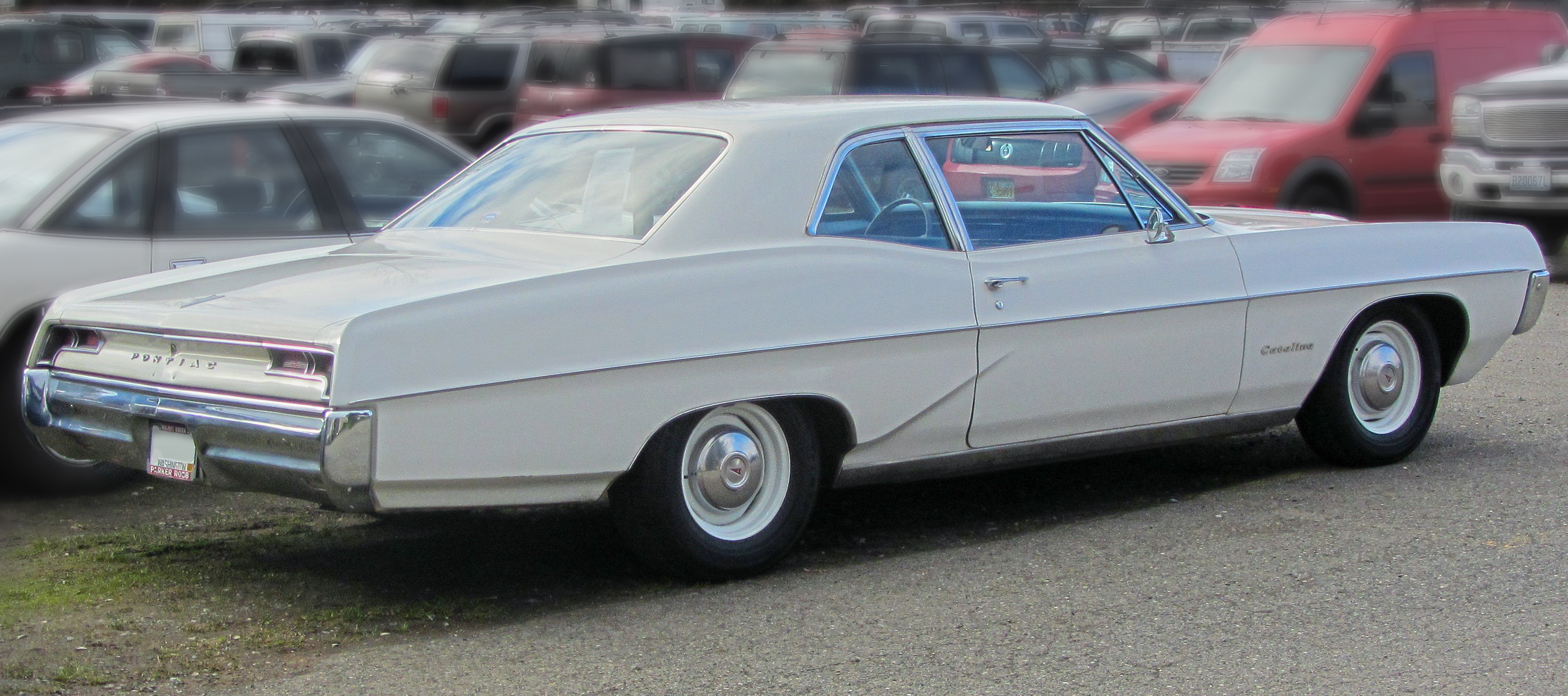
Pontiac Catalina III - tył

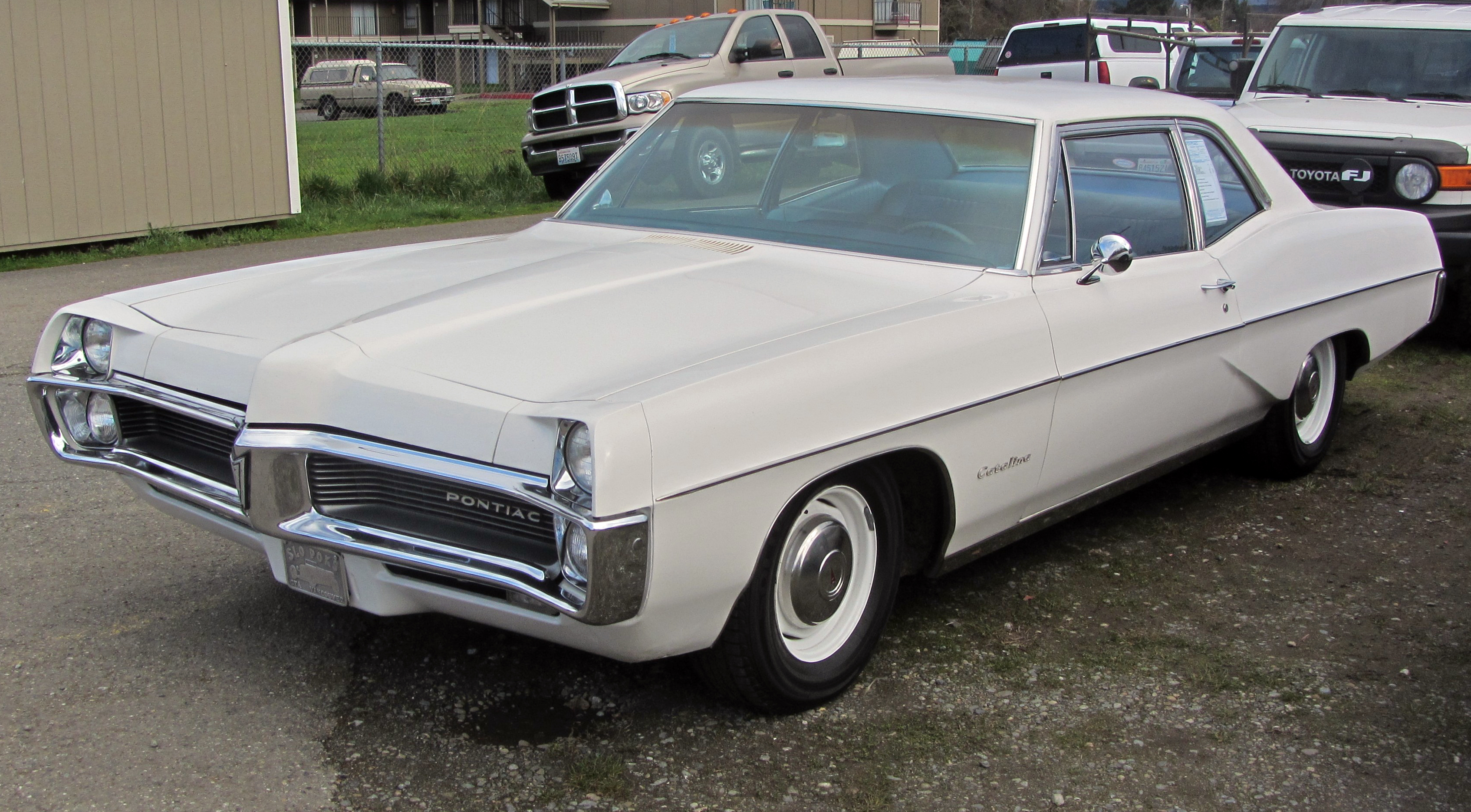
Pontiac Catalina III po liftingu

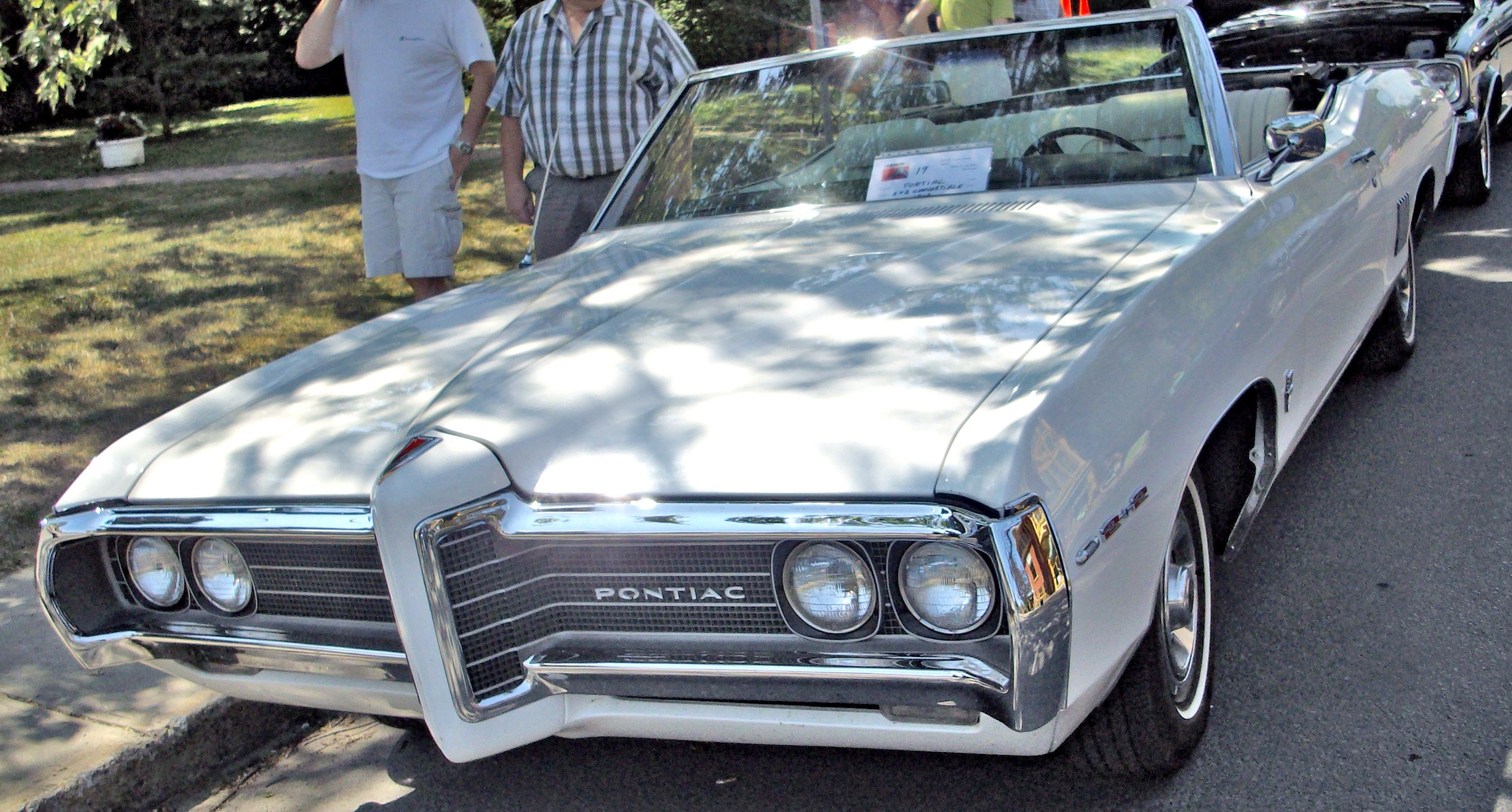
Pontiac 2+2 III po drugim liftingu

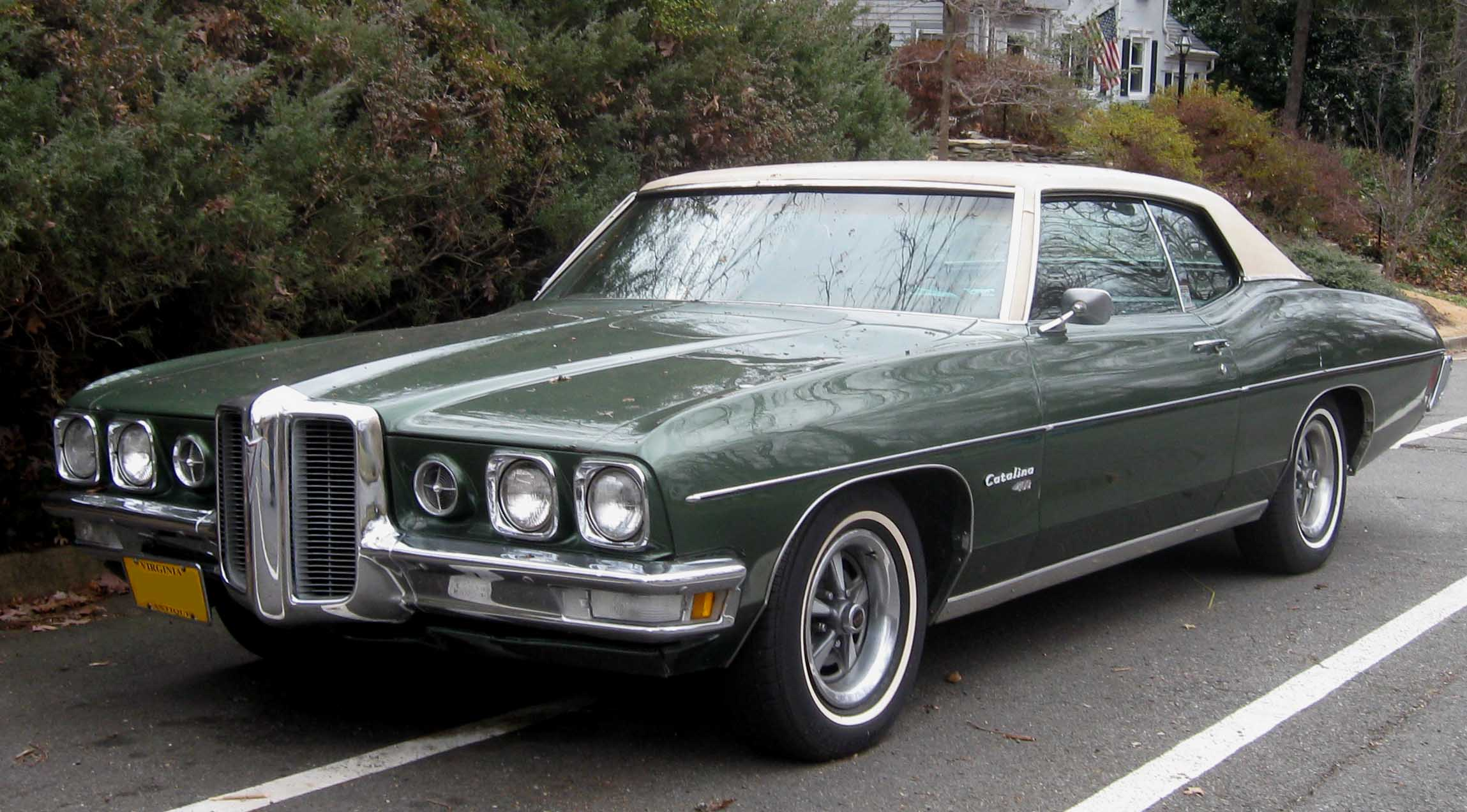
Pontiac Catalina III po trzecim liftingu

Pontiac Catalina III został zaprezentowany po raz pierwszy w 1964 roku.
Trzecia generacja modelu Catalina w początkowych latach produkcji charakteryzowała się zbliżoną stylistyką do poprzednika, wyróżniając się z przodu szeroko rozstawionymi, podwójnymi reflektorami w pionowym układzie. Atrapa chłodnicy ponownie zyskała formę podwójnego wlotu powietrza, przez którego biegła wąska, chromowana poprzeczka.

### 2+2
Równolegle z premierą trzeciej generacji Cataliny, Pontiac przedstawił topowy wariant o nazwie Pontiac 2+2. Wyróżniał się on innymi detalami pokrywającymi nadwozie, zmodyfikowanym kokpitem, a także - w zależności od roku produkcji - montowanym silnikiem V8 o pojemności 6,9 lub 7-litrów.

### Restylizacje
Każdego roku produkcji, Pontiac Catalina trzeciej generacji przeszedł kolejno cztery restylizacje nadwozia niosące zmiany głównie pod kątem wyglądu pasa przedniego. W 1965 oraz 1966 roku zmieniły się obudowy reflektorów, z kolei w 1968 i 1969 roku przód przeszedł obszerną zmianę kształtu atrapy chłodnicy i reflektorów.

### Silniki
- V8 6.4l
- V8 6.6l
- V8 6.9l
- V8 7.0l
- V8 7.5l

## Czwarta generacja

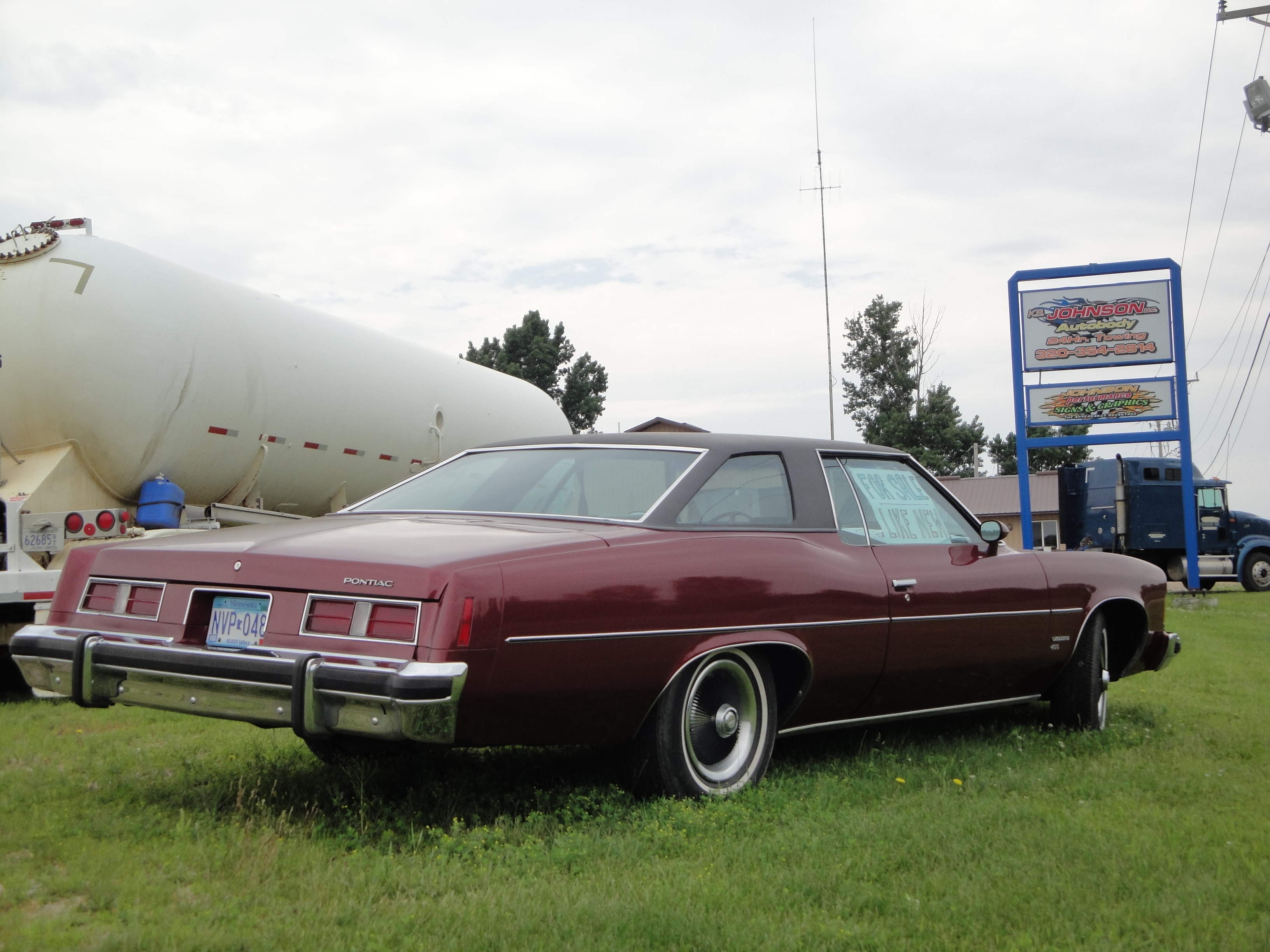
Pontiac Catalina IV - tył

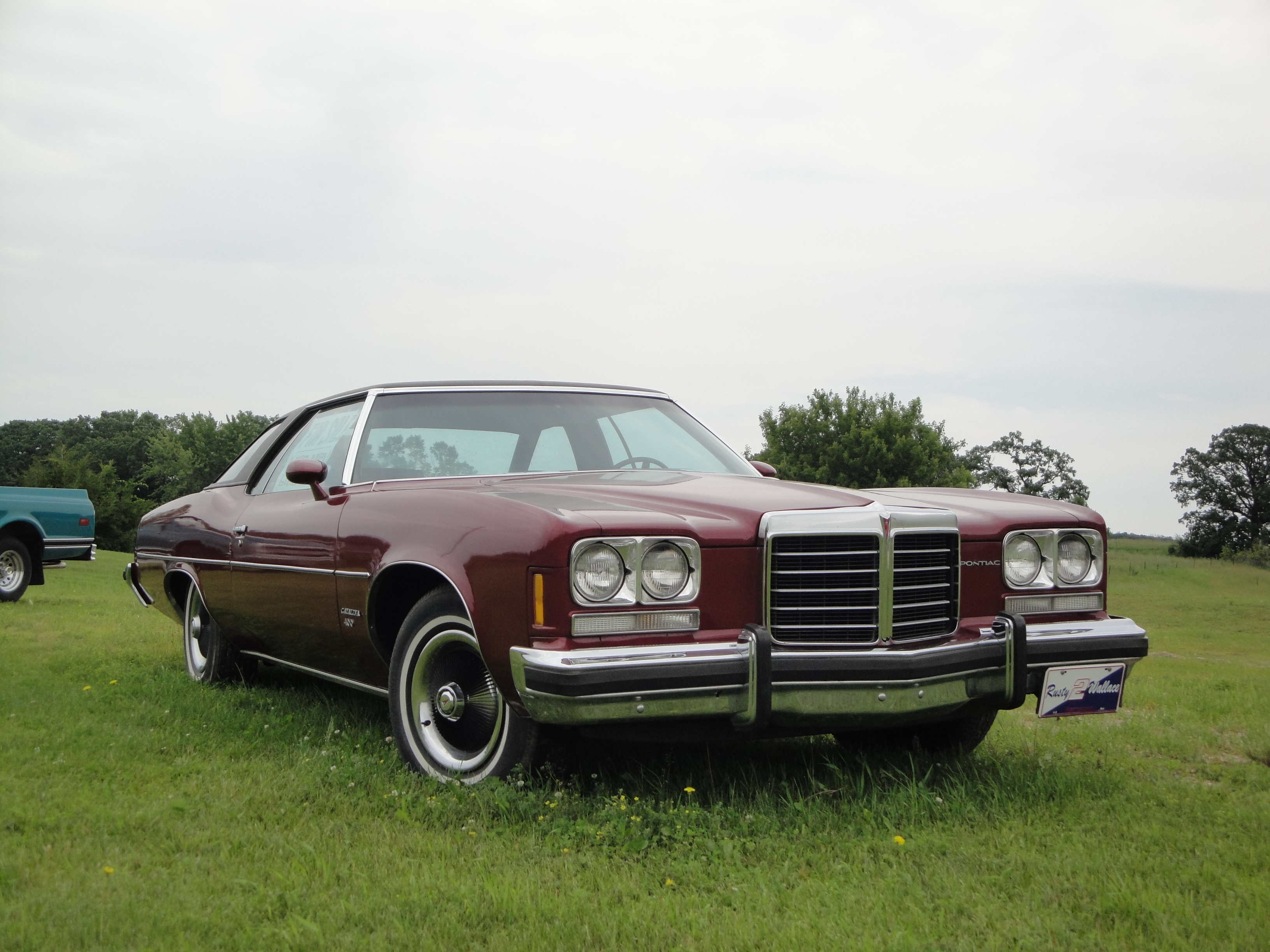
Pontiac Catalina IV po liftingu

Pontiac Catalina IV został zaprezentowany po raz pierwszy w 1971 roku.
Czwarta generacja modelu Catalina przeszła obszerne zmiany, zyskując bardziej obłą i muskularną sylwetkę. Z przodu pojawiła się charakterystyczna, szpiczasta atrapa chłodnicy o trójkątnym kształcie. Ponadto, pas przedni zdobiły też podwójne, okrągłe reflektory w prostokątnej obudowie.

### Restylizacje
W 1972 oraz 1973 roku Pontiac Catalina czwartej generacji przeszedł kolejne restylizacje, które obejmowały głównie zmiany w wyglądzie pasa przedniego. Największe zmiany przeszedł kształt atrapy chłodnicy, zyskując bardziej konwencjonalną formę niż w pierwszym roku produkcji.

### Silniki
- V8 5.8l
- V8 6.6l
- V8 7.5l

## Piąta generacja

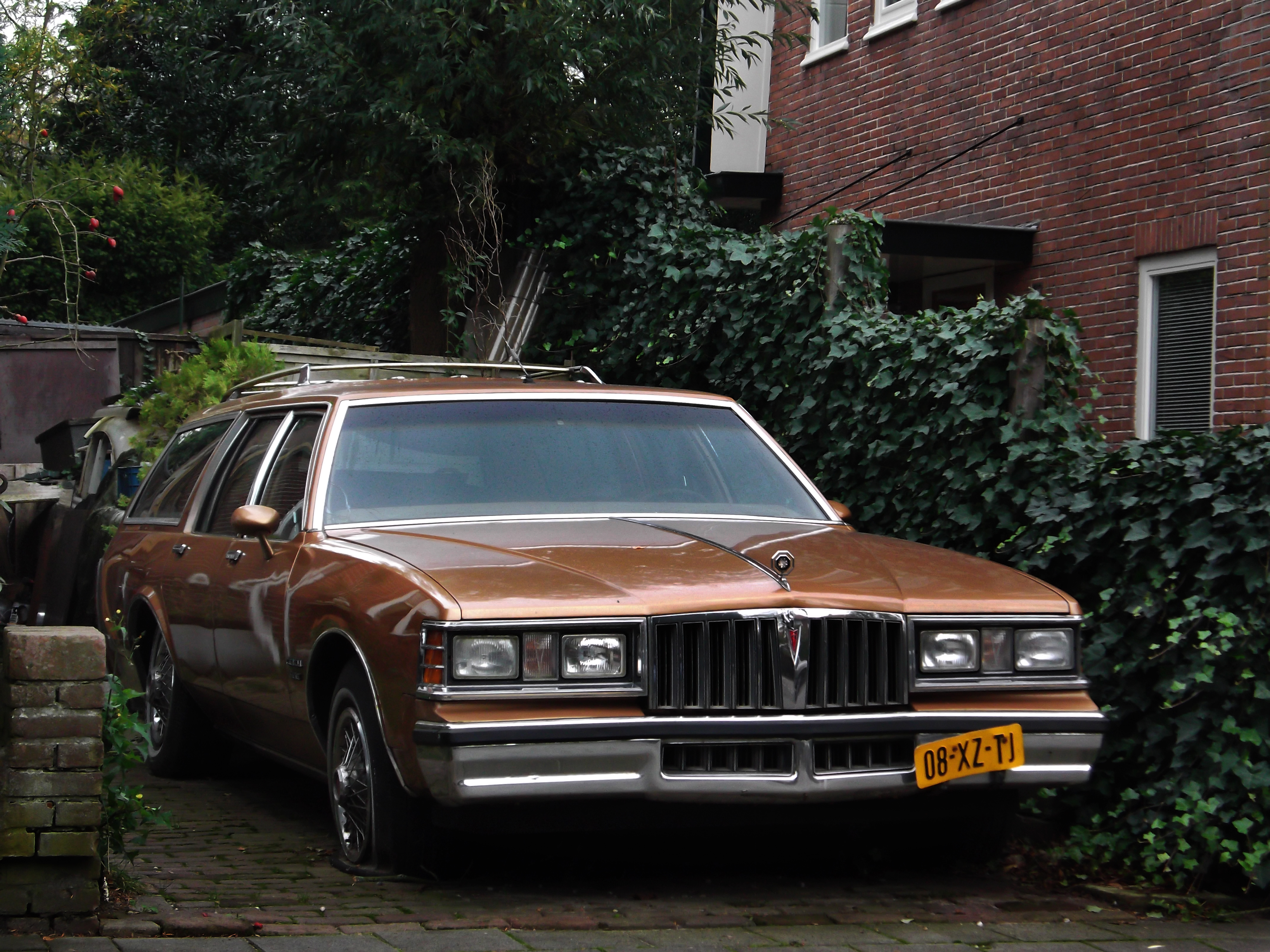
Pontiac Catalina V Kombi

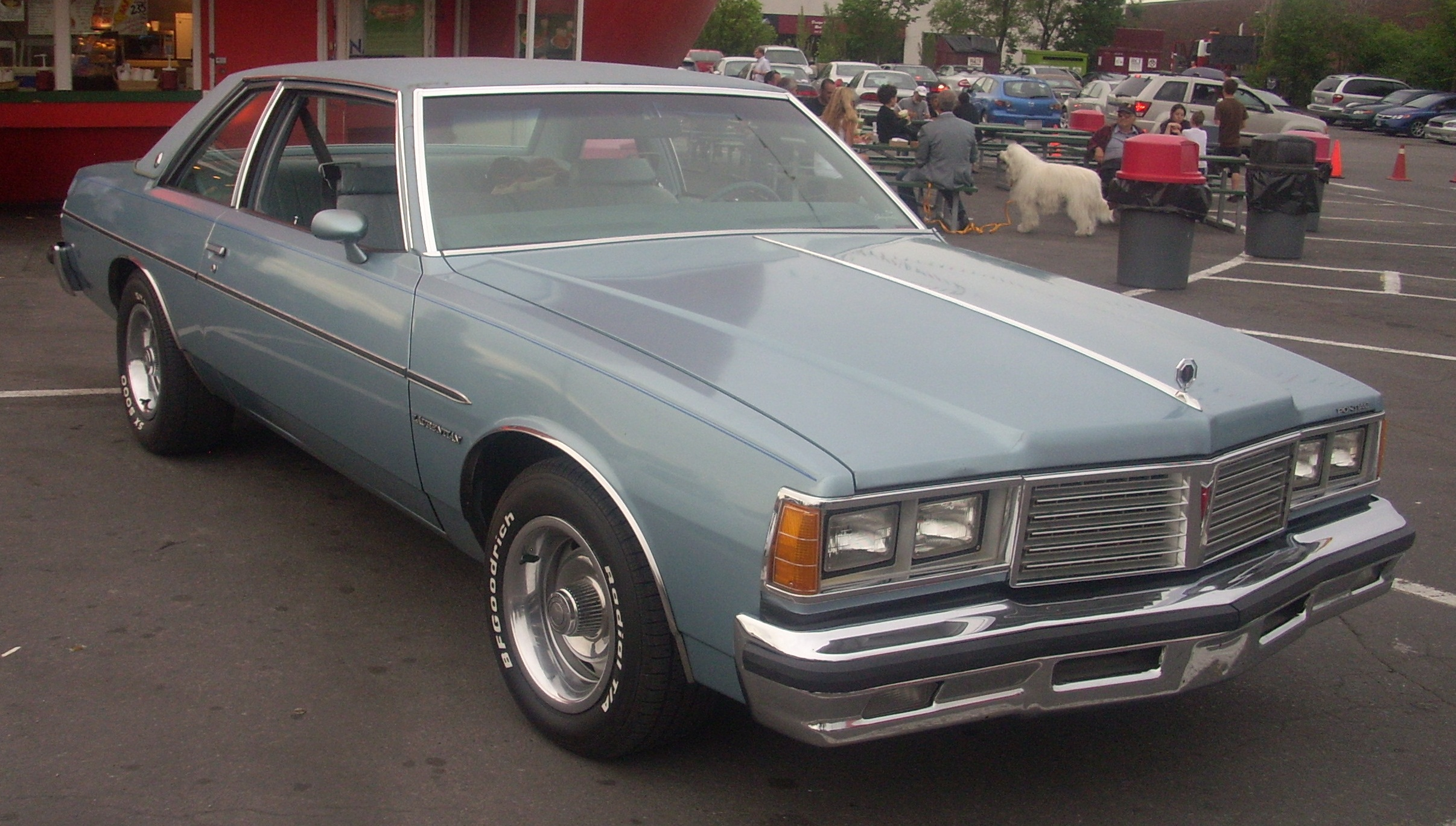
kanadyjski Pontiac Laurentian

Pontiac Catalina V został zaprezentowany po raz pierwszy w 1977 roku.
Piąta i ostatnia generacja linii modelowej Catalina powstała według innej niż w przypadku poprzednika koncepcji stylistycznej. Nadwozie stało się bardziej kanciaste, zyskując prostokątne reflektory, dużą chromowaną atrapę chłodnicy i smukłą linię nadwozia. Kabinę pasażerską wyróżniała jednoczęściowa kanapa w pierwszym rzędzie siedzeń.

### Koniec produkcji i następca
Produkcja piątej generacji modelu Catalina zakończyła się w 1982 roku bez prezentacji kolejnego wcielenia. Następcami stał się modele Parisienne – po raz pierwszy będący konstrukcją Pontiaka przeznaczoną do sprzedaży nie tylko w Kanadzie, ale i Stanach Zjednoczonych.

### Silniki
- L6 4.1l Straight-6
- V6 3.8l Buick
- V8 4.3l Pontiac
- V8 4.9l Pontiac
- V8 5.7l Oldsmobile
- V8 5.7l Pontiac
- V8 6.6l Oldsmobile